# كريستوس دوكاس
كريستوس دوكاس (باليونانية: Χρίστος Δούκας)‏ هو لاعب كرة قدم يوناني في مركز الدفاع، ولد في 6 يوليو 1980 في أغيوي ثيودوروي في اليونان. لعب مع Anagennisi Karditsa ‏.